# Colias nebulosa
Colias nebulosa är en fjärilsart som beskrevs av Charles Oberthür 1894. Colias nebulosa ingår i släktet Colias och familjen vitfjärilar. Inga underarter finns listade i Catalogue of Life.

## Bildgalleri

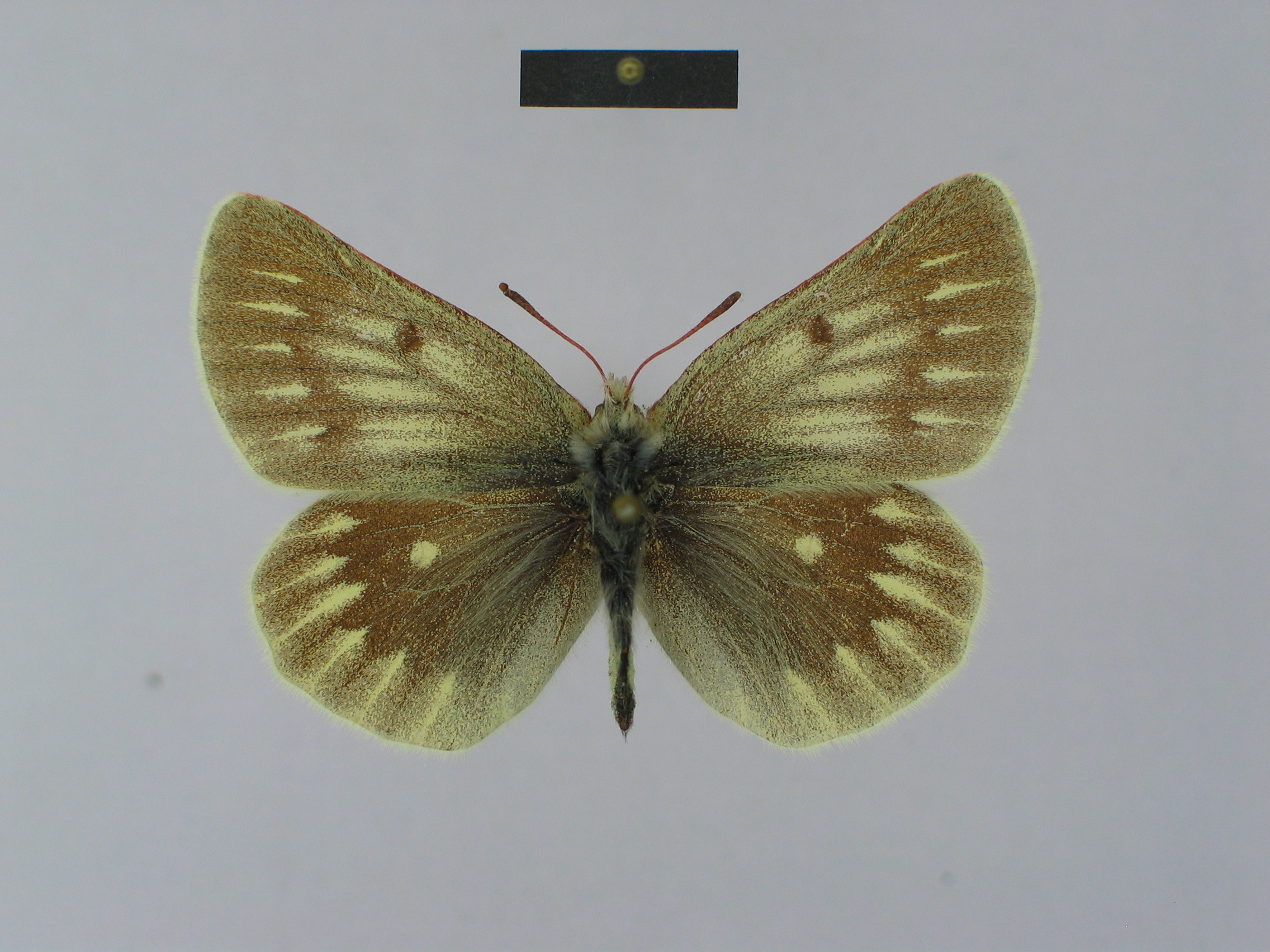
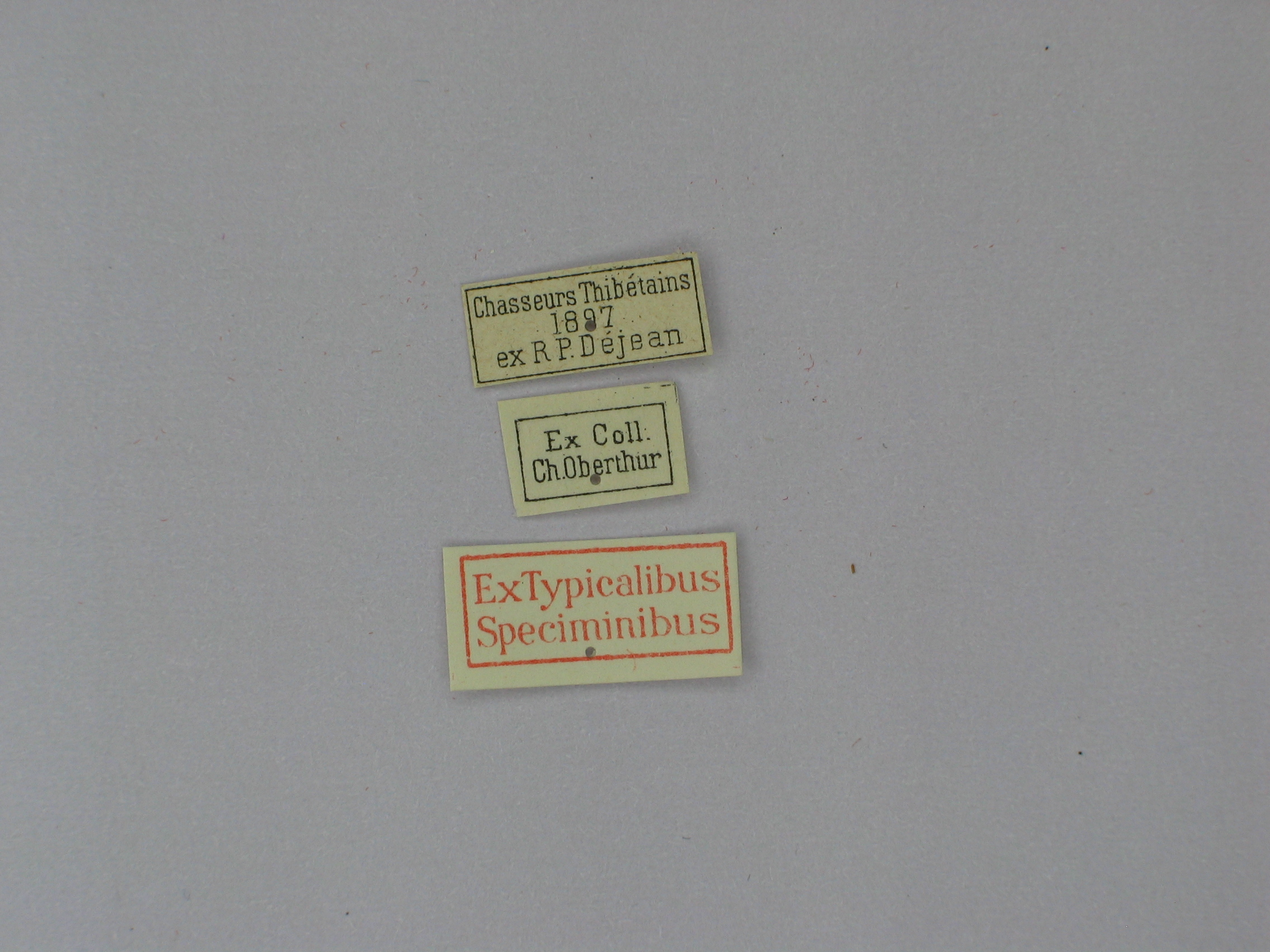
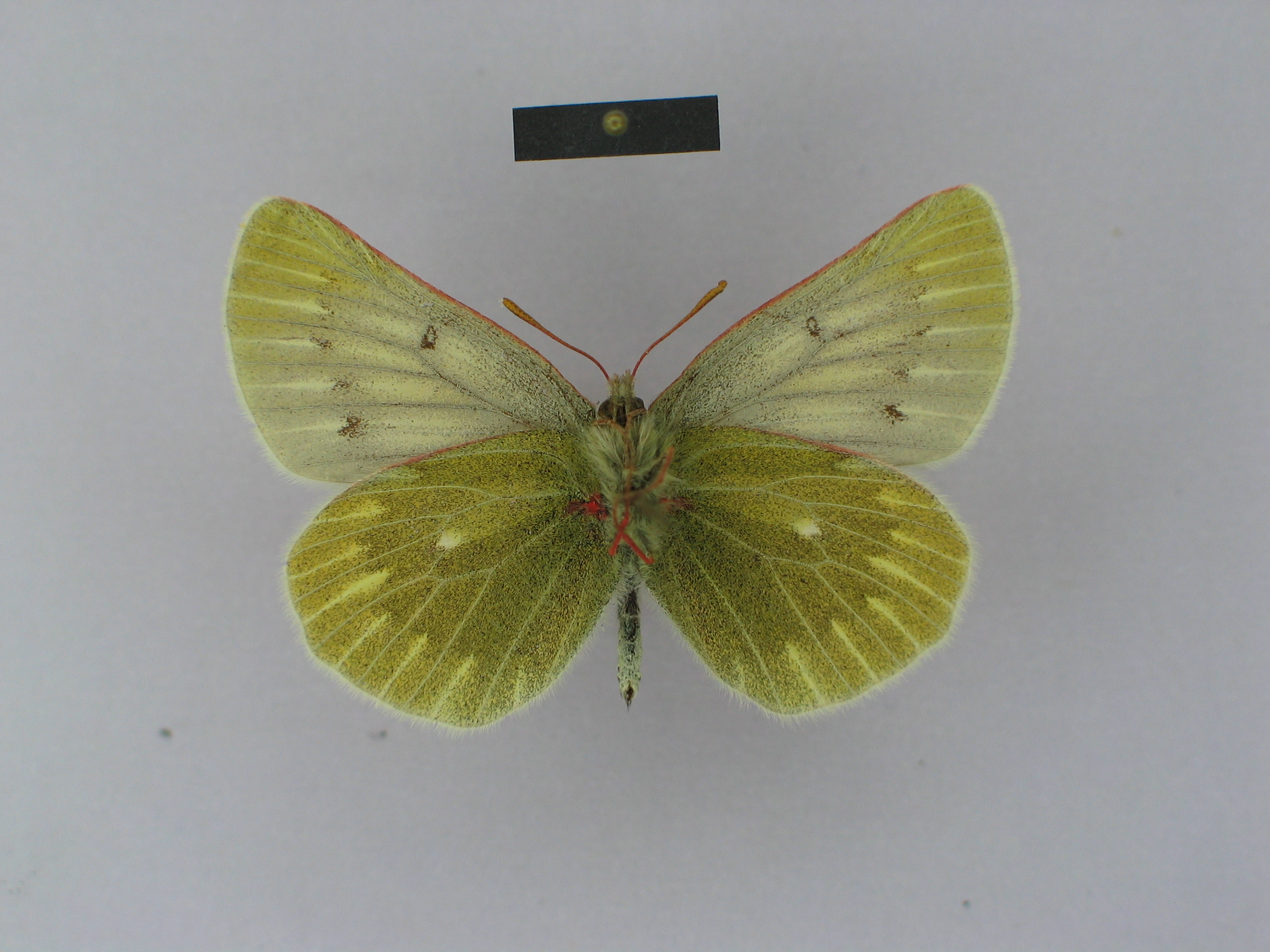